# Jateorhiza
Jateorhiza Miers – rodzaj roślin z rodziny miesięcznikowatych (Menispermaceae). Obejmuje co najmniej 2 gatunki występujące naturalnie w Afryce – na obszarze od Nigerii przez Gabon do Rwandy, w Afryce Wschodniej, na Madagaskarze oraz w niektórych częściach zachodniego wybrzeża Afryki. Ponadto rodzaj ten bywa uprawiany w Ghanie, Kenii, Tanzanii oraz na Madagaskarze i Mauritiusie.

## Systematyka
Pozycja systematyczna według APweb (aktualizowany system APG III z 2009)
Rodzaj z rodziny miesięcznikowatych (Menispermaceae).
Wykaz gatunków
- Jateorhiza macrantha (Hook.f.) Exell & Mendonça
- Jateorhiza palmata (Lam.) Miers